# Tabanocella
Tabanocella är ett släkte av tvåvingar. Tabanocella ingår i familjen bromsar.

## Dottertaxa tillTabanocella, i alfabetisk ordning[1]
- Tabanocella alveolata
- Tabanocella bilineata
- Tabanocella conciliatrix
- Tabanocella concinna
- Tabanocella denticornis
- Tabanocella fenestrata
- Tabanocella grenieri
- Tabanocella guineensis
- Tabanocella immaculata
- Tabanocella innotata
- Tabanocella longirostris
- Tabanocella maculata
- Tabanocella metallica
- Tabanocella micromera
- Tabanocella mordosa
- Tabanocella natalensis
- Tabanocella oldroydi
- Tabanocella paulyi
- Tabanocella perpulcra
- Tabanocella schofieldi
- Tabanocella schoutedeni
- Tabanocella scirpea
- Tabanocella seyrigi
- Tabanocella sinuata
- Tabanocella stigmatana
- Tabanocella stimulans
- Tabanocella stuckenbergi
- Tabanocella thoracica
- Tabanocella umbraticola
- Tabanocella zoulouensis